# Аблово (Рыбновский район)
Аблово — деревня в Рыбновском районе Рязанской области. Входит в Истобниковское сельское поселение.

## География
Находится в западной части Рязанской области на расстоянии приблизительно 4 км на восток-северо-восток по прямой от железнодорожного вокзала в городе Рыбное.

## История
Деревня известна с 1378 года. На карте 1850 года показана как поселение с 32 дворами. В 1859 году здесь (тогда территория Рязанского уезда Рязанской губернии) было учтено 45 дворов, в 1897 — 43.

## Население
Численность населения: 472 человека (1859 год), 328 (1897), 6 в 2002 году (русские 100 %), 7 в 2010.